# Ami Suzuki
Ami Suzuki (鈴木亜美 Suzuki Ami?,  Zama, Prefectura de Kanagawa, 9 de febrero de 1982) es una cantante y actriz japonesa.

## Biografía

### Debut y éxito
Mientras cursaba la secundaria, Ami audicionó para entrar al programa de televisión Asayan, que buscaba talentos adolescentes en el canto para posteriormente convertirlos en estrellas. Rápidamente Ami se convirtió en una de las favoritas del programa, y al quedar en la final junto a otros cinco participantes finalmente gana el primer lugar apoyada por más de 800 mil llamadas telefónicas a su favor.
Al ganar el ASAYAN, Ami ganó un contrato discográfico con el sello Sony Music Entertainment Japan, y fue apadrinada musicalmente por el músico y productor Tetsuya Komuro, que en los años noventa estaba en la cima de su carrera creando música para los más prestigiosos artistas. En julio de 1998, y con solo quince años de edad, Ami debuta como cantante lanzando su primer sencillo, titulado "love the island", bajo el subsello de Sony Music Entertainment Japan llamado TRUE KiSS DiSC, que estaba bajo el mando de su tutor Komuro. La canción fue utilizada en comerciales de la "Campaña de verano '98 de Guam" en Japón para promover el turismo de japoneses a la isla de Guam, y con el plus de que Ami había salido de un programa popular y esta iba a ser su primer sencillo, llamó fuertemente la atención del público. El sencillo se convirtió en un éxito considerable, ya en la semana de su debut dentro del Top 5 de las listas de Oricon nipón, llegando a vender poco más de 288 mil unidades.
El segundo sencillo de Ami, "alone in my room", lanzado poco después -también utilizado en campañas para promover la isla de Guam pero ahora en otoño-, fue igualmente exitoso, ya llegando al Top 5 de las listas de Oricon. En el mes de octubre, cuatro meses después de su debut, Ami comienza a transmitir su primer programa de radio llamado "RUN!RUN!AMI-GO!", al cual llegó a los topes de popularidad rápidamente. La carrera de Ami fue en subida bruscamente, y en poco tiempo pasó de ser una desconocida a convertirse en toda una idol en Japón. Ya con su tercer sencillo "all night long" en octubre llega al segundo lugar de las listas de lo más vendido de su país en Oricon, este mismo mes firma su primer contrato comercial con la empresa Kissmark para promocionar sus productos, en diciembre con su sencillo "white key" logra romper la barrera del medio millón de copias vendidas, y concluye a finales de año donde gana el Japan Record Award por Mejor Artista Nueva del '98.
El año 1999 se convierte en el más prolífero en la carrera de Ami. Su primer lanzamiento y éxito de este año fue su libro de fotografías titulado Ami-Go, el cual vendió 200 mil copias en sus primeros meses a la venta. Sus dos sencillos lanzados ese año, "Nothing Without You" en febrero, y ya en marzo lanza "Don't leave me behind/Silent Stream", su primer sencillo de doble cara A, son n.º 3 en las listas. Una semana después del último de estos sencillos se lanza al mercado el primer álbum original de estudio, SA, el cual fue indiscutidamente n.º 1 en Oricon, llegando a superar increíblemente más del millón y medio de copias vendidas, algo bastante poco usual en el álbum debut de un artista de Pop japonés.

### El crecimiento como artista
Algunos meses Ami disfrutó del éxito alcanzado por su música, hasta que en poco tiempo nuevamente regresa con un nuevo sencillo, "BE TOGETHER", canción cover de la banda que lideraba Tetsuya Komuro en los ochenta, TM NETWORK. El lanzamiento de este sencillo causó gran revuelo, especialmente en los tabloides, ya que su lanzamiento fue programado para el mismo día que el sencillo "Boys & Girls" de Ayumi Hamasaki, quien en ese tiempo era considerada su directa rival, ya que compartían fanáticos en común, y a pesar de que Hamasaki es varios años mayor, en general su estilos tenían bastantes similitudes. "BE TOGETHER" llegó a superar el millón de copias vendidas y se convirtió en el sencillo más exitoso en toda la carrera de Ami, y también uno de los más exitoso de 1999. En julio del '99 comenzó su primera gira nacional Suzuki Ami concert tour 1999 Oh Yeah!, donde recorrió varias prefecturas de su país. Su siguiente sencillo, la balada "OUR DAYS", igual alcanzó el primer lugar de las listas japonesas y un inmenso éxito.
Mientras Ami pasaba de adolescente a mujer, también iba evolucionando como una artista más madura, comenzando a escribir sus primeras canciones. Su primera canción escrita, junto con Mitsuko y Tetsuya Komuro fue su décimo sencillo "Don't need to say good bye". Las letras de la canción reflejaban los eventos que pasaban por la vida de la joven dentro de su vida personal, en especial su graduación que ya estaba próxima en ese tiempo. El 9 de febrero de 2000 se lanzó a la venta la primera parte de su segundo álbum infinity eighteen vol. 1, legando a convertirse en un gran éxito: n.º 1 de las listas y superando el millón de copias vendidas. Con este segundo trabajo discográfico se trató de introducir melodías R&B a la música de Ami, y también tuvo fuerte presencia de voces distorsionadas digitalmente, y también con distintos re-arreglos a los anteriores sencillos lanzados.
La segunda parte del álbum, INFINITY EIGHTEEN Vol.2, fue lanzada dos meses más tarde, y llegó al n.º 2 en las listas de Oricon; no consiguió tanto éxito como sus anteriores trabajos, vendiendo poco menos de medio millón de copias. El álbum tuvo como sencillo promocional solo a la canción "THANK YOU FOR EVERY DAY EVERY BODY", que también fue n.º 1 en las listas y le valió a Ami la segunda invitación al programa de fin de año Kōhaku Uta Gassen después del año anterior con "BE TOGETHER".

### Los problemas legales
Poco tiempo después de lanzar lo que sería su duodécimo y último sencillo dentro de Sony Music Japan, "Reality / Dancin' in Hip-Hop" la carrera de Ami se vino abruptamente abajo, después de que sus padres comenzaran una disputa legal en contra de las personas que estaban al mando de la carrera de su hija, por una supuesta evasión de impuestos. Ya que cualquier alboroto legal mancha fuertemente la carrera de jóvenes idol supuestamente inocentes, este caso hizo que Ami pasara a la lista negra de las celebridades japonesas, debido a una regla no escrita dentro del entretenimiento de Japón.
En el año 2001 el derrumbe de la fama y reputación de Ami Suzuki se iba haciendo cada vez más evidentes, principalmente ya que no podía aparecer en los medios por los problemas legales que estaba pasando con respecto a su imagen. Sus programas de televisión que había comenzado hace no más de un año fueron abruptamente sacados del aire, su programa en la radio y su club de fanáticos -ami spice, que tenía más de 15 mil afiliados en ese tiempo- también fue cerrado, y obviamente dejó de lanzar nuevos trabajos musicales por un buen tiempo.
En medio de este terremoto Sony Music Japan su compilación de sencillos llamado "FUN for FAN", ya dando a Ami como una cantante retirada. Sin embargo sus fanes y mucha gente trato de mostrar apoyo a la artista comprando el álbum, y lo hicieron debutar en el primer lugar de las listas de Oricon. También "love the island", su primer sencillo, volvió a aparecer en las listas tras cuatro años de su lanzamiento oficial, y vendió aproximadamente mil copias dentro de ese año, algo bastante anormal para un sencillo lanzado tanto tiempo atrás. En el periodo que seguiría no sería lanzado ningún otro disco, hasta que el contrato con el sello Sony terminara oficialmente en diciembre del año 2004.

### Como indie
En abril de 2004, ya tratando de dejar su pasado oscuro detrás, Ami decide volver a la música lanzando álbum de fotos con un CD de bonus bajo la compañía Bungei Shunju. La artista se decide a cambiar su nombre artístico en kanji y hiragana) a su nombre real con caracteres chinos; esto lo hizo quizás para alejarse completamente de su antigua imagen con Sony Music y comenzar de nuevo como una artista nueva. El sencillo fue llamado "Tsuyoi Kizuna". A pesar de la promoción prácticamente nula que tuvo el sencillo, vendió bastante bien -más de 150 mil copias-, alcanzando el primer lugar en las listas de libros no-literarios nipones.
En agosto del mismo año, bajo su propio sello independiente llamado AMITY, Ami Suzuki lanzó al mercado su primer sencillo indie titulado "FOREVER LOVE". El sencillo tampoco tuvo promoción, pero aun así debutó en el #21 de las listas Oricon, y #1 en las listas de sencillos independientes. Con esta nueva faceta su carrera iba progresando, y comenzó en poco tiempo su gira nacional por universidades llamada AMI's LOVE FOR YOU-LIVE. Todo estaría por cambiar drásticamente después de esta gira. El reconocido productor Max Matsuura estaba presente entre el público de uno de sus conciertos, y tras escucharla le pidió que firmara con su sello Avex, y el 30 de diciembre de 2004 fue anunciado oficialmente su llegada a este sello, lo que causó gran revuelo.

### Regreso a la industria
El 1 de enero de 2005 fue anunciado oficialmente que Ami Suzuki era la nueva figura perteneciente al sello Avex, y la promoción masiva para anunciar su regreso a la música tras 5 años de ausencia estaba por comenzar.
La promoción para lo que sería su primer sencillo bajo el sello, "Hopeful", comenzó. Sencillos promocionales fueron enviados a radio, y la canción se puso a la venta de manera en línea, aparte de en formato de ringtone y también en tune. El lanzamiento para el sencillo estaba destinado para el mes de febrero, pero más tarde fue cancelado por razones que se desconocen. Finalmente sería grabado un vídeo para el sencillo, pero con una versión en remix, y la versión original de la canción jamás fue lanzada en un disco. El 24 de marzo de 2005 Ami finalmente marcaba el comienzo de la nueva etapa de su carrera con su sencillo que la marcaba de regreso en la industria. La canción "Delightful" fue elegida para ser el primer sencillo y fue producida por el productor de Trance alemán Axel Konrad. El sencillo fue masivamente promocionado por Avex, y fue lanzado en cuatro diferentes formatos con distintos contenidos. El cambio tanto de imagen en Ami mucho más sensual, su calidad vocal aumentada considerablemente, el nuevo estilo de música Trance y House que comenzaba a presentar en su nueva etapa, y también la integración de elementos extra como coreografías a sus presentaciones, acaparó la atención del público. "Delightful" se convirtió rápidamente en un éxito del verano de ese año, debutando en el quinto lugar de las listas Oricon y vendiendo casi cien mil unidades.
Poco tiempo después fue lanzado su segundo sencillo en Avex, "Eventful", el cual también fue un éxito, n.º 9 en las listas de Oricon, y también le valió a Ami su segundo Japan Record Award como mejor nueva artista, ganando este premio por segunda vez como una artista completamente renovada de lo que era antes en su antiguo sello. Poco después de su primer sencillo balada, "Negaigoto", fue inaugurado su nuevo club de fanes oficial llamado ami sapuri, y las preparaciones para el primera gira de la cantante comenzaron, aparte de los preparativos finales para lo que sería el primer álbum de estudio de la artista en su nueva casa discográfica. Su primer álbum de estudio en cinco años, titulado "AROUND THE WORLD", n.º 5 en Oricon, solidificó esta nueva etapa de su carrera como cantante de música principalmente de pop y electrónica. Poco tiempo tras el lanzamiento del álbum Ami también comenzó su primer tour a gran escala en cinco años, SUZUKI AMI AROUND THE WORLD ~LIVE HOUSE TOUR 2005~, donde se presentó en los distintos Zepp de las ciudades de Tokio, Nagoya y Osaka.

### Probando estilos
En diciembre de 2005 Ami se prepara para lanzar "Little Crystal", sencillo especial para Navidad con cuatro baladas distintas, de las cuales dos fueron las principales y tuvieron videos musicales para promocionar. El sencillo fue lanzado solo un mes después de lanzarse el primer álbum, y a pesar de que la promoción no fue muy extensa, igualmente pudo mantenerse dentro del Top 20 de las listas de sencillos de Oricon la semana de su debut, vendiendo poco más de 15 mil copias.
Ya los primeros meses de 2006 se lanzó su primer álbum de remixes: AMIx WORLD, que incluía nuevas veriones bailables de canciones presentes en el álbum AROUND THE WORLD, y también del sexto sencillo: "Fantastic", tema con influencias trance al igual que los trabajos presentes en su primer álbum de Avex, y originalmente estrenado en su última presentación del su gira dle año anterior. La canción fue utilizada como opening para la serie de anime Black Jack de TV Tokio, convirtiéndose en la primera canción de Ami utilizada como apertura para una serie de animación. El sencillo tuvo un éxito moderado, con más de 20 mil copias vendidas.
Tras esto, Ami con su equipo deciden abandonar por un tiempo la música electrónica -donde ya se estaba encasillando-, para intentar probar nuevos estilos musicales. Su segundo sencillolanzado en 2006 fue "Alright!", canción plenamente J-Pop producida por HAL, y algunos meses después es lanzado "Like a Love?", tema Pop rock compuesto por Ai Otsuka, convirtiéndose esta la primera vez que Otsuka colaboraba con otro artista aparte de ella misma. Estaba planificado el lanzamiento de otro sencillo siguiendo la línea "natural", como se le llamaba a esta nueva faceta en Ami, pero posteriormente fue cancelado. Por esta época participa por segunda vez en la gira nacional de artistas de Avex en el verano, a-nation, donde ahora se le otorga el rol de ser la primera cantante presentándose en los escenarios para abrir el espectáculo.
Tras esto Ami comienza a trabajar nuevamente como actriz por primera vez desde 2000 con su primer dorama, Fukaku Mogure", pero esta vez para la película Niji no Megami. A pesar de que su papel en el filme no era de tanta relevancia, su actuación fue bien evaluada, y pronto conseguiría nuevos trabajos en la actuación. Otra nueva faceta mostrada en este periodo es el de loctura radial, cuando se une junto a Tomiko Van y mink en un "triángulo radial", donde condujo su primer programa radial desde 2001: Ami ♥ Nari.
Finalmente a finales de 2006, después de tantos trabajos alternos y estar ausente en la música por varios meses, Ami anuncia que colaborará con Disney en Japón para versionar nuevas versiones de los temas principales de las películas La canción del sur y La bella y la bestia. Las canciones posteriormente fueron puestas a la venta a nivel virtual, hasta ser incluidas en distintas compilaciones de Disney posteriormente lanzadas.

### El proyecto "join"
Tras haber estado sin lanzar un nuevo trabajo discográfico por más de medio año, finalmente en febrero de 2007 es anunciado un nuevo proyecto musical para Ami, llamado proyecto "join", que comenzaría desde finales de este mes hasta mediados de marzo, finalizando con su segundo álbum original de estudio en Avex. Fue llamado "join" debido a que todos los temas nuevos serían colaboraciones de Ami con varios artistas, entre los que se probarían varios y distintos estilos musicales. Entre el 28 de febrero hasta el 14 de marzo fueron lanzados tres sencillos de colaboraciones con las bandas Buffalo Daughter, THC!! y Kirinji, y el segundo álbum, CONNETTA fue lanzado el 21 de marzo. El disco de colaboraciones debutó en el n.º 26 de las listas de Oricon, con ventas de 11 000 copias.
Finalizada la promoción de CONNETTA continuaría inmediatamente con sus actividades actorales, ya quele fue concedida la oportunidad de trabajar como protagonista para el ambicioso proyecto dorama japonés-coreano Magnolia no Hana no Shita de (Bajo la Flor de Magnolia), donde incluso grabó algunas escenas en Nueva York y Corea del Norte, y también consiguió el papel de la coprotagonista en la adaptación de imagen real de Skull Man, aparte de su primer rol protagónico en una película con thriller XX -X Cross-.
En agosto de 2007 se continúa con el proyecto "join", lanzando el sencillo de doble cara "FREE FREE/SUPER MUSIC MAKER" producido por el líder del grupo capsule y reconocido productor de música electrónico Yasutaka Nakata. Con este sencillo Ami retoma nuevamente la música electrónica, y también cambia su estilo drásticamente; desde la imagen de niña buena e inocente a una mujer mucho más sensual y osada. Su nuevo estilo, apodado como "ero-pop" y "ero-kakkoi", llamó la atención de los medios, que incluso llegaron a compararla con Kumi Kōda. En noviembre, cercano al lanzamiento en cines de la película X-Cross, Ami realizó un cover en japonés del tema principal de su película: "Potential Breakup Song" de las americanas Aly & AJ. El tema fue lanzado como sencillo este mismo mes, producido por el músico de house y DJ Sugiurumn.
En marzo de 2008 se lanzó el segundo álbum "join", titulado DOLCE, en donde Ami regresó de lleno a la música electrónica como principal estilo, pero igual sin abandonar elementos de Pop rock y J-Pop, aunque en menor medida. El álbum tuvo una recepción similar a su anterior álbum de colaboraciones, debutando en la misma posición n.º 26 del Oricon, con más de 11 000 copias vendidas aproximadamente.

### El 10.º Aniversario
El 1 de julio de 2008 se celebra el décimo aniversario del debut de Ami como cantante, y por esto el 2 de julio fue lanzado el sencillo "ONE", donde Ami vuelve a colaborar con Yasutaka Nakata. Aparte de esto también se realizó realizada un evento especial dentro de un crucero el 5 de julio, que será llamado ami suzuki 10th ANNIVERSARY CRUISE PARTY, auspiciado por su sitio de fanes. Ya en septiembre, Ami lanzó un nuevo sencillo can't stop the DISCO que también fue producido por Yasutaka Nakata. Dos meses más tarde, salió a la venta su cuarto álbum de estudio con avex titulado Supreme Show el cual contenía los dos sencillos lanzados en 2008, un nuevo mix de SUPER MUSIC MAKER y otros
seis temas nuevos.

## Discografía

### Como 鈴木あみ

#### Álbumes
| # Álbum | Información | Posición Oricon | Ventas                    |
| ------- | --- | --------------- | ------------------------- |
| 1st     | SA - Fecha lanzamiento: 25 de marzo de 1999 - Sello discográfico: TRUE KiSS DiSC - Productor: Tetsuya Komuro                                         | #1              | 1.879.000 copias vendidas |
| 2nd     | infinity eighteen vol.1 - Fecha lanzamiento: 9 de febrero de 2000 - Sello discográfico: TRUE KiSS DiSC - Productor: Tetsuya Komuro - Duración: 61:00 | #1              | 1.063.000 copias vendidas |
| 3rd     | INFINITY EIGHTEEN Vol.2 - Fecha lanzamiento: 26 de abril de 2000 - Sello discográfico: TRUE KiSS DiSC - Productor: Tetsuya Komuro                    | #2              | 427.000 copias vendidas   |

#### Compilaciones
| # Álbum | Información | Posición Oricon | Ventas                  |
| ------- | --- | --------------- | ----------------------- |
|         | FUN for FAN - Fecha lanzamiento: 30 de mayo de 2001 - Sello discográfico: TRUE KiSS DiSC - Productor: Tetsuya Komuro | #1              | 427.000 copias vendidas |

#### Sencillos
1. love the island (1 de julio de 1998) — 288.000 copias vendidas
2. alone in my room (17 de septiembre de 1998) — 353.000 copias vendidas
3. all night long (5 de noviembre de 1998) — 396.000 copias vendidas
4. white key (16 de diciembre de 1998) — 503.000 copias vendidas
5. Nothing Without You (17 de febrero de 1999) — 411.000 copias vendidas
6. Don't leave me behind / Silent Stream (17 de marzo de 1999) — 273.000 copias vendidas
7. BE TOGETHER (14 de julio de 1999) — 870.000 copias vendidas
8. OUR DAYS (29 de septiembre de 1999) — 467.000 copias vendidas
9. HAPPY NEW MILLENNIUM (22 de diciembre de 1999) — 364.000 copias vendidas
10. Don't need to say good bye (26 de enero de 2000) — 346.000 copias vendidas
11. THANK YOU 4 EVERY DAY EVERY BODY (12 de abril de 2000) — 234.000 copias vendidas
12. Reality / Dancin' in Hip-Hop (27 de septiembre de 2000) — 211.000 copias vendidas

#### DVD
- AMIGO'S PARLOR SHAKE SHAKE SHAKE (1 de noviembre de 2000)
- AMI-GO-ROUND TOUR (23 de diciembre de 2000)
- Video Clips FUN for FAN (7 de julio de 2001)

#### Otros
- BAZOOKA 17 (Box Set) (7 de septiembre de 2005)

### Como 鈴木亜美

#### Álbumes
| # Álbum | Información | Posición Oricon | Ventas                 |
| ------- | --- | --------------- | ---------------------- |
| 1st     | AROUND THE WORLD - Fecha lanzamiento: 14 de octubre de 2005 - Sello discográfico: avex trax - Productor: Max Matsuura  | #5              | 62.022 copias vendidas |
| 2nd     | CONNETTA - Fecha lanzamiento: 21 de marzo de 2007 - Sello discográfico: avex trax - Productor: Max Matsuura            | #26             | 11.589 copias vendidas |
| 3nd     | DOLCE - Fecha lanzamiento: 6 de febrero de 2008 - Sello discográfico: avex trax - Productor: Max Matsuura              | #26             | 7.071 copias vendidas  |
| 4th     | Supreme Show - Fecha lanzamiento: 12 de noviembre de 2008 - Sello discográfico: avex trax - Productor: Yasutaka Nakata | #16             | 13.094 copias vendidas |

#### Compilaciones
| # Álbum | Información                                                                                                   | Posición Oricon | Ventas                |
| ------- | --- | --------------- | --------------------- |
|         | AMIx WORLD - Fecha lanzamiento: 29 de marzo de 2006 - Sello discográfico: avex trax - Productor: Max Matsuura | #83             | 3.567 copias vendidas |

#### Sencillos
| # Sencillo | Información | Posición Oricon | Ventas                 |
| ---------- | --- | --------------- | ---------------------- |
| 1st        | Delightful - Fecha lanzamiento: 24 de marzo de 2005 - Sello discográfico: avex trax - Productor: Max Matsuura                                              | #3              | 97.218 copias vendidas |
| 2nd        | Eventful - Fecha lanzamiento: 25 de mayo de 2005 - Sello discográfico: avex trax - Productor: Max Matsuura                                                 | #7              | 36.660 copias vendidas |
| 3rd        | Negaigoto - Fecha lanzamiento: 17 de agosto de 2005 - Sello discográfico: avex trax - Productor: Max Matsuura                                              | #13             | 22.096 copias vendidas |
| 4th        | AROUND THE WORLD - Fecha lanzamiento: 12 de octubre de 2005 - Sello discográfico: avex trax - Productor: Max Matsuura                                      | #19             | 7.482 copias vendidas  |
| 5th        | Little Crystal - Fecha lanzamiento: 7 de diciembre de 2005 - Sello discográfico: avex trax - Productor: Max Matsuura                                       | #22             | 16.115 copias vendidas |
| 6th        | Fantastic - Fecha lanzamiento: 8 de febrero de 2006 - Sello discográfico: avex trax - Productor: Max Matsuura                                              | #14             | 20.213 copias vendidas |
| 7th        | Alright! - Fecha lanzamiento: 17 de mayo de 2006 - Sello discográfico: avex trax - Productor: Max Matsuura                                                 | #17             | 16.200 copias vendidas |
| 8th        | Like a Love? - Fecha lanzamiento: 26 de julio de 2006 - Sello discográfico: avex trax - Productor: Max Matsuura                                            | #23             | 12.980 copias vendidas |
| 9th        | O.K. Funky God - Primer sencillo "join" - Fecha lanzamiento: 28 de febrero de 2007 - Sello discográfico: avex trax - Productor: Max Matsuura               | #47             | 3,699 copias vendidas  |
| 10th       | Peace Otodoke!!♡ - Segundo sencillo "join" - Fecha lanzamiento: 7 de marzo de 2007 - Sello discográfico: avex trax - Productor: Max Matsuura               | #46             | 3,614 copias vendidas  |
| 11th       | Sore mo Kitto Shiawase - Tercer sencillo "join" - Fecha lanzamiento: 14 de marzo de 2007 - Sello discográfico: avex trax - Productor: Max Matsuura         | #39             | 3,856 copias vendidas  |
| 12th       | FREE FREE / SUPER MUSIC MAKER - Cuarto sencillo "join" - Fecha lanzamiento: 22 de agosto de 2007 - Sello discográfico: avex trax - Productor: Max Matsuura | #32             | 5,660 copias vendidas  |
| 13th       | Potential Breakup Song - Último sencillo "join" - Fecha lanzamiento: 28 de noviembre de 2007 - Sello discográfico: avex trax - Productor: Sugiurumn        | #34             | 5,315 copias vendidas  |
| 14th       | ONE - Fecha lanzamiento: 2 de julio de 2008 - Sello discográfico: avex trax - Productor: Yasutaka Nakata                                                   | #17             | 6,683 copias vendidas  |
| 15th       | Can't stop the Disco - Fecha lanzamiento: 2 de julio de 2008 - Sello discográfico: avex trax - Productor: Yasutaka Nakata                                  | #17             | ? copias vendidas      |
| 16th       | Reincarnation - Fecha lanzamiento: 25 de febrero de 2009 - Sello discográfico: avex trax - Productor: Yasutaka Nakata                                      | #?              | ? copias vendidas      |

#### Otros
- Tsuyoi Kizuna (強いキズナ?) (Photobook+Single) (25 de abril de 2004)
- Hopeful (9 de febrero de 2005)
Originalmente el primer sencillo de Ami una vez que se convirtió en una artistas más dentro de Avex, pero que nunca fue lanzado de forma física a las tiendas locales. Fue lanzado inicialmente solo para descargas virtuales a través de celulares, y también fueron editados algunos sencillos promocionales estimando que el lanzamiento sería para el 9 de febrero de 2005. Por razones que se desconocen eso nunca llegó a ocurrir, ya que el lanzamiento del sencillo fue cancelado para que posteriormente "Delightful" se convertiera en su sencillo debut al interior de avex trax. El video musical de "Hopeful" fue grabado algún tiempo después de lanzarse su sencillo debut, y fue incluida una versión primero en el sencillo de "Eventful" y posteriormente en el DVD del álbum "AROUND THE WORLD".
- For yourself (25 de junio de 2005)
Tema lanzado solo a través de descargas virtuales a través de celulares, a la vez que el video musical del tema era promocionado en televisión. Por un tiempo ese fue el único método de adquirir la canción, hasta que finalmente fue incluida de manera física por primera vez al interior del álbum "AROUND THE WORLD", donde también el video musical junto a su making-of fueron incluidos en el DVD de este.
- Happiness is... (9 de noviembre de 2005)
Sencillo de edición limitada y exclusivamente vendida al interior del exposición "Snoopy Life Design Happiness is the 55th Anniversary", en honor a los 55 años del cartoon americano Snoopy, que tomó lugar en la ciudad de Tokio entre los días 19 de noviembre de 2005 hasta el 15 de enero de 2006. Actualmente solo puede adquirirse a través de subastas por internet.

#### DVD
- 2004 SUMMER FLY HIGH -ami shower- (17 de noviembre de 2004)
- SUZUKI AMI AROUND THE WORLD ～LIVE HOUSE TOUR 2005～ (8 de febrero de 2006)

## Filmografía

### Cine
- Niji no Megami Rainbow Song (2005)
- XX -Makyō Densetsu- (2007)

### Televisión
- Fukaku Mogure ~Hakkenden 2001 (2001)
- Skull Man ~Yami no Joshō~ (2007)
- Magnolia no Hana no Shita de (2007)
- Itsu mo Kimochi ni Switch wo (2007)
- Oishii Depachika (2008)
- Otome (2008)
- Shichinin no Onna Bengoshi (2008)
- Love Letter (2008)
- Mayonaka no Satsujinsha (2009)
- Love Game (2009)
- Ohitorisama (2009)
- Face Maker (2010)

### Teatro
- Kokoro no Kakera (2008)
- Blood Brothers (2009)
- King of the Blue (2010)
- Watashi no Atama no Naka no Keshigomu (2010)

## Conducción

### Televisión
- Suzuki Ami no Idol Download Show (2000 - 2001)

### Radio
- RUN! RUN! Ami-Go!! (1998 - 2001)
- RUN AMI SUPER (2003 - 2004)
- Ami♥Nari (2006 - 2007)

## Photobooks
- AmiGo (1999)
- Suzuki Ami Ichiba Saikyo Book Amix (鈴木あみ史上最強ムックamix?) (2000)
- Suzuki Ami Shashin Shuu Ami '02 Natsu (鈴木あみ写真集 亜美'02夏?) (2002)
- Ami Book (2003)
- Tsuyoi Kizuna (強いキズナ?) (25 de abril de 2004)